# Négytüdős pókok

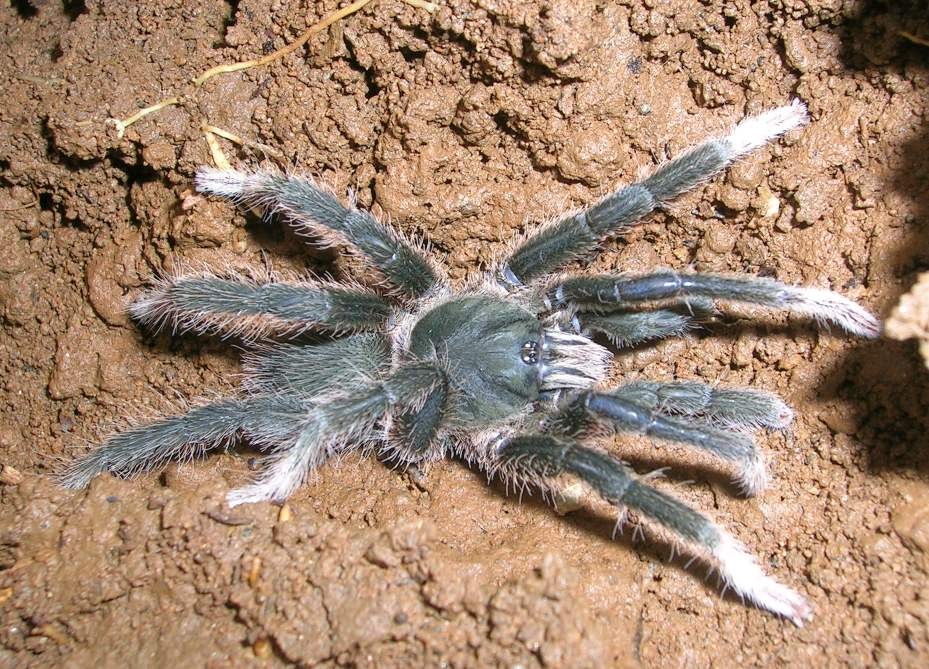
Annandaliella travancorica

A négytüdős pókok (Mygalomorphae vagy Orthognatha) a pókok (Araneae) rendjének egyik alrendje. Az Orthognatha („egyenes csáprágójúak”) tudományos elnevezés a csáprágók állására utal: azok egyenesen lefelé mutatnak, és nem keresztezik egymást.

## Leírás
Ez az alrend a nagy testű, tömzsi lábú pókokat, mint például a madárpókokat és a veszélyes ausztráliai tölcsérhálós pókot is magába foglalja.
Akárcsak az alsórendű pókok (Mesothelae) alrendjének fajai, a négytüdős pókok is két pár redős tüdővel és lefelé fókuszáló szájszervekkel rendelkeznek. Ennek köszönhetően sokáig úgy vélték, hogy közeli rokonságban állnak egymással.
Szinte az összes ide tartozó pókfaj nyolc szemmel rendelkezik, habár néhánynak kevesebb van (a Masteria lewisinek csak hat).
Terjedelmes méregmirigyekkel rendelkeznek, amelyek teljes egészben a csáprágókban foglalnak helyet. Ennek ellenére csak az ausztráliai Atrax rend pókjainak a mérge lehet veszélyes az emberre. Csáprágóik hatalmasak és erősek. Ezen alrend tagjai még a kisebb halakat és emlősöket is zsákmányul ejtik.
A világ legnagyobb pókjai is négytüdős pókok (pl. az óriás tarantula Theraphosa blondi, Latreille, 1804), amelyeknek a testhossza eléri a 10 cm-t, és kiterpesztett lábaikkal 28 cm-t. Egyes fajaik méteres átmérőjű hálókat szőnek.
Az egy év után elpusztuló főpókoktól (Araneomorphae) eltérően a négytüdős pókok akár 25 évig is élhetnek.

## Elterjedés
Ezen alrend legtöbb faja a trópusokon és a szubtrópusokon őshonos, de néhányuk az Egyesült Államok déli és nyugati részén is fellelhető.
Csupán egy pár fajuk található meg Európában. Ezek a következő rendekbe sorolhatóak: Atypidae, Nemesiidae, Ctenizidae, Hexathelidae, Theraphosidae és Cyrtaucheniidae.

## Rendszerezés
Az alrendbe az alábbi családok és nemek tartoznak
- Torzpókfélék (Atypidae) Thorell, 1870
  - Atypus (Latreille, 1804) – 29 faj
  - Calommata (Lucas, 1837) – 7 faj
  - Sphodros (Walckenaer, 1835) – 7 faj

- Ölelő csapóajtós pókfélék (Antrodiaetidae) Gertsch, 1940
  - Aliatypus (Smith, 1908) – 11 faj
  - Antrodiaetus (Ausserer, 1871) – 21 faj

- Egérpókfélék (Actinopodidae) Simon, 1892
  - Actinopus (Perty, 1833) – 30 faj
  - Missulena (Walckenaer, 1805) – 11 faj
  - Plesiolena (Goloboff & Platnick, 1987) – 2 faj

- Csapóajtós vörös pókfélék (Barychelidae) Simon, 1889
  - Ammonius (Thorell, 1899) – 1 faj
  - Atrophothele (Pocock, 1903) – 1 faj
  - Aurecocrypta (Raven, 1994) – 2 faj
  - Barycheloides (Raven, 1994) – 5 faj
  - Barychelus (Simon, 1889) – 2 faj
  - Cosmopelma (Simon, 1889) – 2 faj
  - Cyphonisia (Simon, 1889) – 13 faj
  - Cyrtogrammomma (Pocock, 1895) – 1 faj
  - Diplothele (O. P.-Cambridge, 1890) – 2 faj
  - Encyocrypta (Simon, 1889) – 32 faj
  - Eubrachycercus (Pocock, 1897) – 1 faj
  - Fijocrypta (Raven, 1994) – 1 faj
  - Idioctis (L. Koch, 1874) – 9 faj
  - Idiommata (Ausserer, 1871) – 4 faj
  - Idiophthalma (O. P.-Cambridge, 1877) – 5 faj
  - Mandjelia (Raven, 1994) – 23 faj
  - Monodontium (Kulczyn'ski, 1908) – 5 faj
  - Moruga (Raven, 1994) – 8 faj
  - Natgeogia (Raven, 1994) – 1 faj
  - Neodiplothele (Mello-Leitão, 1917) – 4 faj
  - Nihoa (Raven & Churchill, 1992) – 23 faj
  - Orstom (Raven, 1994) – 6 faj
  - Ozicrypta (Raven, 1994) – 25 faj
  - Paracenobiopelma (Feio, 1952) – 1 faj
  - Pisenor (Simon, 1889) – 9 faj
  - Plagiobothrus (Karsch, 1891) – 1 faj
  - Psalistops (Simon, 1889) – 12 faj
  - Questocrypta (Raven, 1994) – 1 faj

- Pecsétes csapóajtós pókfélék (Cyrtaucheniidae) Simon, 1892
  - Acontius (Karsch, 1879) – 10 faj
  - Ancylotrypa (Simon, 1889) – 43 faj
  - Anemesia (Pocock, 1895) – 4 faj
  - Angka (Raven & Schwendinger, 1995) – 1 faj
  - Apomastus (Bond & Opell, 2002) – 2 faj
  - Aptostichus (Simon, 1891) – 5 faj
  - Bolostromoides (Schiapelli & Gerschman, 1945) – 1 faj
  - Bolostromus (Ausserer, 1875) – 9 faj
  - Cyrtauchenius (Thorell, 1869) – 15 faj
  - Entychides (Simon, 1888) – 4 faj
  - Eucteniza (Ausserer, 1875) – 5 faj
  - Fufius (Simon, 1888) – 10 faj
  - Homostola (Simon, 1892) – 5 faj
  - Kiama (Main & Mascord, 1969) – 1 faj
  - Myrmekiaphila (Atkinson, 1886) – 4 faj
  - Neoapachella (Bond & Opell, 2002) – 1 faj

- Dugós csapóajtós pókfélék (Ctenizidae) Thorell, 1887
  - Bothriocyrtum (Simon, 1891) – 3 faj
  - Conothele (Thorell, 1878) – 15 faj
  - Cteniza (Latreille, 1829) – 4 faj
  - Cyclocosmia (Ausserer, 1871) – 7 faj
  - Cyrtocarenum ( Ausserer, 1871) – 3 faj
  - Hebestatis (Simon, 1903) – 1 faj
  - Latouchia (Pocock, 1901) – 18 faj
  - Stasimopus (Simon, 1892) – 43 faj
  - Ummidia (Thorell, 1875) – 23 faj

- Tölcsérhálós tarantulafélék (Dipluridae) Simon, 1889
  - Allothele (Tucker, 1920) – 4 faj
  - Andethele (Coyle, 1995) – 3 faj
  - Australothele (Raven, 1984) – 8 faj
  - Caledothele (Raven, 1991) – 6 faj
  - Carrai (Raven, 1984) – 1 faj
  - Cethegus (Thorell, 1881) – 12 faj
  - Chilehexops (Coyle, 1986) – 3 faj
  - Diplura (C. L. Koch, 1850) – 20 faj
  - Euagrus (Ausserer, 1875) – 23 faj
  - Harmonicon (F. O. P.-Cambridge, 1896) – 2 faj
  - Indothele (Coyle, 1995) – 4 faj
  - Ischnothele (Ausserer, 1875) – 12 faj
  - Lathrothele (Benoit, 1965) – 4 faj
  - Leptothele (Raven & Schwendinger, 1995) – 1 faj
  - Linothele (Karsch, 1879) – 21 faj
  - Masteria (L. Koch, 1873) – 22 faj
  - Microhexura (Crosby & Bishop, 1925) – 2 faj
  - Namirea (Raven, 1984) – 8 faj
  - Phyxioschema (Simon, 1889) – 2 faj
  - Stenygrocercus (Simon, 1892) – 6 faj
  - Striamea (Raven, 1981) – 2 faj
  - Thelechoris (Karsch, 1881) – 2 faj
  - Trechona (C. L. Koch, 1850) – 7 faj
  - Troglodiplura (Main, 1969) – 1 faj

## Felosztás
A négytüdős pókok két alrendágba sorolhatóak, a Tuberculotae és Fornicephalae ágakba.
```
                                            
Mecicobothrioidea
:
                                            +--
Mecicobothriidae
  (8 faj)
                 +--------------------------|
                 |                          +--
Microstigmatidae
  (13 faj)
 +--
Tuberculotae
-|
 |               |   +-------------------------
Hexathelidae
      (86 faj)
 |               +---| +-----------------------
Dipluridae
        (175 faj)
 |                   +-| +---------------------
Nemesiidae
        (kb. 340 faj)
 |                     +-| +-------------------
Barychelidae
      (kb. 300 faj)
 |                       +-|                +--
Paratropididae
    (8 faj)
-|                         +-
Theraphosoidea
-|
 |                                          +--
Theraphosidae
     (kb. 900 faj)
 |
 |                                          +--
Atypidae
          (40 faj)
 |               +----------------
Atypoidea
-|
 |               |                          +--
Antrodiaetidae
    (32 faj)
 +-
Fornicephalae
-|
                 |   +-------------------------
Cyrtaucheniidae
   (126 faj)
                 +---|   +---------------------
Idiopidae
         (kb. 270 faj)
                     +---|  +------------------
Ctenizidae
        (120 faj)
                         +--|               +--
Actinopodidae
     (41 faj)
                            +------
Migoidea
-|
                                            +--
Migidae
           (91 faj)
```